# Anchistropus minor
Anchistropus minor är en kräftdjursart som beskrevs av Birge 1893. Anchistropus minor ingår i släktet Anchistropus och familjen Chydoridae. Inga underarter finns listade i Catalogue of Life.